# 亚基亚德世系
亚基亚德世系（希腊语：Άγιάδαι，又譯阿基斯族）是古希腊城邦斯巴达的两个王族當中地位较高的王族。该家族可能起源于亚该亚。
亚基亚德世系其族名源自传说中的的始祖，多利亚国王亚基斯一世（活动时期约前10世纪），这是一位介于历史与神话之间的神秘人物。据传说，亚基斯一世是建立斯巴达城的孪生兄弟之一欧里森尼斯的儿子，从他这一支传下来的家族以其名字命名为亚基亚德世系，礼仪上优于歐里龐提德家族。孪生兄弟中另外一人的后代成为欧里庞提德世系王族的祖先。
出自亚基亚德世系的著名国王有：
- 列奥尼达一世，他是在抗击波斯国王薛西斯一世入侵希腊的战争中率领300勇士守卫温泉关的英雄。
- 列奥尼达二世，他是欧里庞提德家族的改革者亚基斯四世的主要反对派之一，并且可能对后者被杀害负直接责任。
- 克里昂米尼三世，为列奥尼达二世之子，他是最后一位有作为的斯巴达国王，企图执行亚基斯四世的改革方针，但在外国干涉下以失败告终。

## 亚基亚德世系的斯巴达国王列表
如果把传说中的欧里森尼斯包括在内，亚基亚德世系共有以下成员成为斯巴达国王：
- 欧里森尼斯
- 亚基斯一世
- 埃凯司特拉托司
- 列奥博塔斯
- 多律索斯
- 阿格西莱一世
- 铁列克洛司
- 阿尔卡美涅斯
- 波吕多洛斯
- 欧里克拉铁斯
- 阿那克桑德尔
- 欧里克拉担达斯
- 列奥
- 安那克桑德里达斯二世
- 克里昂米尼一世
- 列奧尼達一世
- 普雷斯塔库斯
- 普雷斯多安那克斯 前426年-前409年
- 波桑尼阿斯 前409年-前395年
- 阿吉西波里斯一世 前395年-前380年
- 克列欧姆布洛托斯一世 前380年-前371年
- 阿吉西波里斯二世 前371年-前369年
- 克列奥蒙尼二世 前369年-前309年
- 阿莱乌斯一世 前309年-前265年
- 阿克罗塔图斯 前265年-前262年
- 阿瑞乌斯二世 前262年-前254年
- 列奥尼达二世 前254年-前242年
- 克列欧姆布洛托斯二世 前242年-前241年
- 列奥尼达二世 （复位） 前241年-前235年
- 克里昂米尼三世 前235年 - 前222年 在最后一个致力于重振斯巴达的国王克里昂米尼三世在塞拉西亚战役中被马其顿国王安提柯三世和亚该亚同盟打败后，斯巴达就已经接近于灭亡。
- 阿格斯普里斯三世 前219年 - 前215年 - 亚基亚德世系的最后一任国王，被欧里庞提德世系的吕库古废黜。

在这其中，欧克里达斯实际上是代替了欧里庞提德世系的成员成为克里昂米尼三世的共治者。